# Erik Widmark
Erik Matteo Prochet Widmark, né à Helsingborg (Suède) le 13 juin 1889 et mort le 30 avril 1945, est un chimiste et professeur à l'Institut de chimie médicale de l'Université de Lund et membre de l'Académie suédoise des sciences.

## Travaux
Widmark a exploré systématiquement l'absorption, la distribution et l'élimination de l'alcool dans le corps humain. En 1932, il produit une formule qui établit une relation mathématique entre l'absorption d'alcool et le taux d'alcool au sang. Cette formule se retrouve sur la dénomination de « formule de Widmark » et est donnée par la relation suivante :
Soit {\displaystyle T} l'alcoolémie approchée et {\displaystyle K} le coefficient de diffusion (0,7 pour l'homme et 0,6 pour la femme)
La densité de l'éthanol étant d'environ 0,8, on obtient alors :
{\displaystyle T={\frac {V\times p\times 0,8}{K\times m}}={\frac {10\times Ua}{K\times m}}}
Avec :
- V : le volume de boisson ingéré en ml ;
- p : le degré d'alcool de la boisson ingérée ;
- K : le coefficient de diffusion ;
- m : la masse de l'individu en kg.
- Ua : Unité d'alcool (défini par l'OMS comme 10 grammes d’alcool pur)